# Гаракенд
Гаракенд, также Каракенд (азерб. Qarakənd) — село в Ходжавендском районе Азербайджана. Является центром Гаракендского сельского административно-территориального округа.

## География
Село Гаракенд является центром Гаракендского сельского административно-территориального округа Ходжавендского района, при этом в состав этого сельского административно-территориального округа входит также и село Емишджан.

## История
В советский период село являлось центром Каракендского сельсовета Мартунинского района Нагорно-Карабахской автономной области (НКАО) Азербайджанской ССР.
2 сентября 1991 года на совместной сессии Нагорно-Карабахского областного и Шаумяновского районного Советов народных депутатов была принята Декларация о провозглашении Нагорно-Карабахской Республики в границах Нагорно-Карабахской автономной области (НКАО) и сопредельного Шаумяновского района Азербайджанской ССР.
26 ноября 1991 года Верховный Совет Азербайджанский Республики принял Закон «Об упразднении Нагорно-Карабахской автономной области Азербайджанской Республики». В этом Законе было постановлено помимо упразднения Нагорно-Карабахской Автономной Области (НКАО), в том числе также и переименование Мартунинского района в Ходжаведский и включение района в число районов республиканского подчинения. В настоящее время село Гаракенд является центром Гаракендского сельского административно-территориального округа Ходжавендского района Азербайджана.

### Гаракенд вКарабахском конфликте
20 ноября 1991 года произошло крушение вертолета Ми-8, приведшее к гибели ближайших политических соратников Аяза Муталибова — Мухаммеда Асадова, Исмета Гаибова, Тофика Исмайлова и других. То есть Муталибов лишился ближайшего своего окружения — людей, на которых опиралась его власть.
Как сообщает Государственный Комитет Азербайджанской Республики по делам беженцев и внутренне-перемещённых лиц, 14 февраля 1992 года армянские вооружённые формирования с помощью 366 полка начали наступление на село Гаракенд. По сообщению Госкомитета Азербайджана, село защищало 104 жителей села и 14 военнослужащих. По сообщению Госкомитета, после 4 дней ожесточённых боёв, село было занято. Как сообщает Госкомитет Азербайджана, в ходе этих боёв с азербайджанской стороны погибло 14 человек, среди которых одна была женщина. Госкомитет Азербайджана также сообщает, что 118 человек попало в плен и 33 человека было расстреляно. Как сообщает Госкомитет, убитые и пока ещё раненые вместе были закопаны в хозяйственном колодце. По сообщению Госкомитета, в общем из числа пленных и заложников было убито 68 человек, 50 человек удалось освободить. Как сообщает Госкомитет, среди заложников было 10 женщин и 2 школьника. Госкомитет также сообщает, что среди освобождённых 18 человек, из которых 5 были женщины, скончались от полученных ранений. По сообщению Госкомитета, примерно 800 жителей села вынуждены были покинуть свои дома, а также 200 домов, 1 дом культуры, школа на 320 человек, здание больницы на 25 человек и прочие объекты, исторические, религиозные, культурные памятники относящиеся к азербайджанцам и кладбище были разрушены.
Таким образом, село попало под контроль непризнанной Нагорно-Карабахской Республики (НКР). Согласно административно-территориальному делению непризнанной республики, село располагалось в составе Мартунинского района НКР и называлось Бердашен. Будучи под контролем непризнанной НКР, коньячный завод в Ханкенди под брендом «Бердашен» выпускал гранатовое вино.
Согласно Трёхстороннему Заявлению в ночь с 9 по 10 ноября 2020 года, подписанному по итогам 44-дневной войны, село перешло под контроль Российских миротворческих сил.
14 ноября 2020 в селе был размещён наблюдательный пост №9 миротворческого контингента вооружённых сил Российской Федерации. В январе 2021 года был сдан блочно-модульный городок российских миротворцев на 60 человек.
В результате военных действий произведённых Вооружёнными Силами Азербайджана в Карабахе 19-20 сентября 2023 года, село было возвращено под контроль Азербайджана.

## Население
В 1806 году в документе об описании дорог от Артика до Тебриза, составленном майором российской армии Матушевичем село Каракенд отмечается как армянское поселение
По состоянию на 1 января 1933 года в селе проживало 1770 человек (370 хозяйств), все — армяне.